# بزرگراه شهید رئیسی
بزرگراه شهید آیت‌الله سید ابراهیم رئیسی با نام قدیم بزرگراه بعثت و با شماره بزرگراه ۳۸ یکی از بزرگراه‌های تهران است که جهت شرقی-غربی دارد. این بزرگراه که در جنوب تهران واقع شده، از سه راه افسریه در تقاطع با بزرگراه‌های بسیج، امام رضا و آزادگان آغاز شده و به میدان بهمن در تقاطع با بزرگراه تندگویان و خیابان دشت آزادگان منتهی می‌شود. 
با رأی اعضای شورای شهر تهران، بزرگراه بعثت در تاریخ ۸ خرداد ۱۴۰۳ به نام سید ابراهیم رئیسی هشتمین رئیس‌جمهور ایران نام‌گذاری شد.

## تقاطع‌ها
| از شرق به غرب              | از شرق به غرب                                               | از شرق به غرب |
| -------------------------- | ----------------------------------------------------------- | ------------- |
| سه راه افسریه              | بزرگراه امام رضا بزرگراه آزادگان بزرگراه بسیج خیابان خاوران |               |
| BRT 8 ایستگاه شهرک بروجردی |                                                             |               |
|                            | بزرگراه امام علی                                            |               |
| BRT 8 ایستگاه شاهد         |                                                             |               |
|                            | بلوار امام رضا                                              |               |
| BRT 8 ایستگاه هفده شهریور  |                                                             |               |
|                            | خیابان هفده شهریور                                          |               |
| ایستگاه متروی بعثت         |                                                             |               |
| پل بعثت                    | بلوار رجب نیا خیابان فدائیان اسلام                          |               |
|                            | خیابان بیست و یک متری بعثت                                  |               |
|                            | بوستان بعثت                                                 |               |
| BRT 8 ایستگاه پارک بعثت    |                                                             |               |
| چهارراه روغن نباتی         | خیابان بخارایی                                              |               |
| BRT 4 ایستگاه روغن نباتی   |                                                             |               |
| پایانه جنوب تهران          |                                                             |               |
| BRT 4 ایستگاه شهید رجایی   |                                                             |               |
| چهارراه چیت سازی           | بلوار شهید رجایی                                            |               |
| دوربرگردان                 |                                                             |               |
| BRT 4 ایستگاه شهید امامی   |                                                             |               |
| میدان بهمن                 | بزرگراه تندگویان خیابان دشت آزادگان خیابان فدایی            |               |
| از غرب به شرق              |                                                             |               |